# 鞍山市第十五中学
鞍山市第十五中学于1956年创立，是鞍山市铁东区的一所初级中学。

## 概述
学校现有班级30个，学生1100名，教师213人(一线教师167人)。现在已与鞍山市华育外国语实验学校合并。称为鞍山市华育外国语实验学校。

## 荣誉
- 辽宁省足球重点学校
- 鞍山市整体改革先进单位
- 鞍山市教师继续教育示范校
- 鞍山市特色学校
- 铁东区模范学校
- 《辽宁日报》等多家媒体评选的“心目中的理想学校”。